# スーパーライト級
スーパーライト級（スーパーライトきゅう、英: super lightweight）は、ボクシングなどの格闘技で用いられる階級の1つ。

## ボクシング
プロボクシングでの契約ウェートは、135 - 140ポンド (61.235 - 63.503kg) 。ライト級とウェルター級の間の階級で、全17階級中8番目に重い階級。日本のプロボクシングでの旧名は「ジュニアウェルター級」（英：junior welter weight）。
アマチュアではライトウェルター級 (60 - 64kg) と呼ばれる。
初代世界王者は1922年に当時の米国の専門誌『ボクシング・ブレード』の人気投票で選ばれた、ピンキー・ミッチェル（アメリカ合衆国）。1930年代にはトニー・カンゾネリ、ジャック・キッド・バーグ、バーニー・ロスなどの王者を輩出したが、以降消滅。カルロス・オルティスがライト級で世界王者ジョー・ブラウンに挑戦しようとして難航していた時、マディソン・スクエア・ガーデンのマッチメイカーだったテディ・ブレンナーがスーパーライト級王座の復活を提案。オルティスはそれが権威のあるものとは思えないと言いながらも提案に同意し、1959年6月に決定戦を制してこの階級の世界王者になった。オルティスの他にドゥイリオ・ロイ、エディ・パーキンスらの名王者が生まれ、階級の価値は高められていった。
この階級で日本ジム所属選手として初めて世界王座を獲得したのは藤猛（リキ）。続いてWBCの浜田剛史（帝拳、1986年7月24日 - 1987年7月22日）、WBAの平仲明信（沖縄、1992年4月10日 - 1992年9月9日）が王座を獲得した。女子ではJBC公認前に風神ライカ（当時のリングネームはライカ）がIFBA王座を獲得した。
この階級の最多防衛記録はフリオ・セサール・チャベス（メキシコ / WBC）の12度。またテレンス・クロフォード（アメリカ合衆国）が史上3人目、ジョシュ・テイラー（スコットランド）が史上6人目となる主要4団体王座統一をこの階級で達成。日本の選手の最多防衛記録は、藤猛（リキ / WBA・WBC）および浜田剛史（帝拳 / WBC）の1度。2019年現在、2008年まで認められていなかったスーパーミドル級以上と世界王者が出ていないウェルター級を除いて日本のジムのボクサーが世界王者になっていない期間がもっとも長い階級。
アマチュアでは川内将嗣がこの階級で2007年世界選手権に出場し銅メダルを獲得した。

## 総合格闘技
総合格闘技での契約ウェートは、155 - 165ポンド (70.3068 - 74.8427kg) 。ライト級とウェルター級の間の階級であり、全14階級中6番目に軽い階級。2017年7月26日にボクシング・コミッション協会によって規定された。
UFC等のメジャー団体ではスーパーライト級を設置していない。
「King of the Cage」では、156-160lbs（-72.6kg）がジュニアウェルター級と定められている。

## キックボクシング
- ISKAでは、63.5kg (139lbs)契約に規定されている。
- シュートボクシングでは、65.0kg契約に規定されている。
- KNOCK OUTでは、64.0kg契約に規定されている。

## K-1
M-1スポーツメディア体制のK-1（K-1 WORLD GP）での契約ウェートは65.0kgに規定されている。

## ムエタイ
ムエタイでの契約ウェートは、135 - 140ポンド (61.235 - 63.503kg) 。ライト級とウェルター級の間の階級であり、全19階級中、ちょうど真ん中の階級。世界ムエタイ評議会により規定されている。

## プロレス
かつて存在した全日本女子プロレスには軽量級としてスーパーライト級が設置されていた。ただし、ボクシングにおけるものとは由来が異なり、設置に関わったロッシー小川がタバコの銘柄にある「スーパーライト」から思いついたとコメントしている。